# オール・アメリカン・レーサーズ
オール・アメリカン・レーサーズ（英: All American Racers）は、アメリカ合衆国のレーシングチーム・コンストラクター。略称はAAR。ダン・ガーニーが設立し、F1とチャンプカーを中心にレース活動を行ったほか、1980年代から1990年代前半にはトヨタのセミワークスとして活躍し、インディ500、デイトナ24時間、セブリング12時間を含む通算78レースに勝利した。
F1にはアングロ・アメリカン・レーサーズとして1966年から1969年にかけて英国を本拠として参戦、イーグル（英: Eagle）と名付けた車両で戦った。25レースで延べ34台を出走させ、非選手権を含め2勝を挙げている。
製作した車両には「イーグル」の名前がつくことが多いのが特徴である。
2000年を最後にモータースポーツ活動は休止しているが、R&D業務を行う企業として存在しており、2012年のル・マン24時間レースに参戦したデルタウィングの製作にも携わっている。

## 歴史

### チーム発足
チームは1964年にカリフォルニア州サンタアナにおいてダン・ガーニーが設立。彼がF1のブラバムチームで活動をする合間に、米国内でスポーツカーレースの活動を行うためのチームであった。同年、キャロル・シェルビーは自身のコブラスポーツカーにグッドイヤー社のタイヤを装着していたが、同社がインディアナポリスのレースでライバルのファイアストンに挑む体制を求めていたため、シェルビーはガーニーとグッドイヤー社を引き合わせた。契約は成立し、1966年向けのインディカー開発が始まった。ガーニーは1965年のインディ500を制覇したロータスのデザイナーであったレン・テリーを引き抜き、F1とインディカーの双方に使えるイーグル独自のシャシーを設計した。結果的に、米国内レース向けにはイーグル・T2G フォードとして、またF1向けにはイーグル・T1G クライマックスとして完成した。

### F1

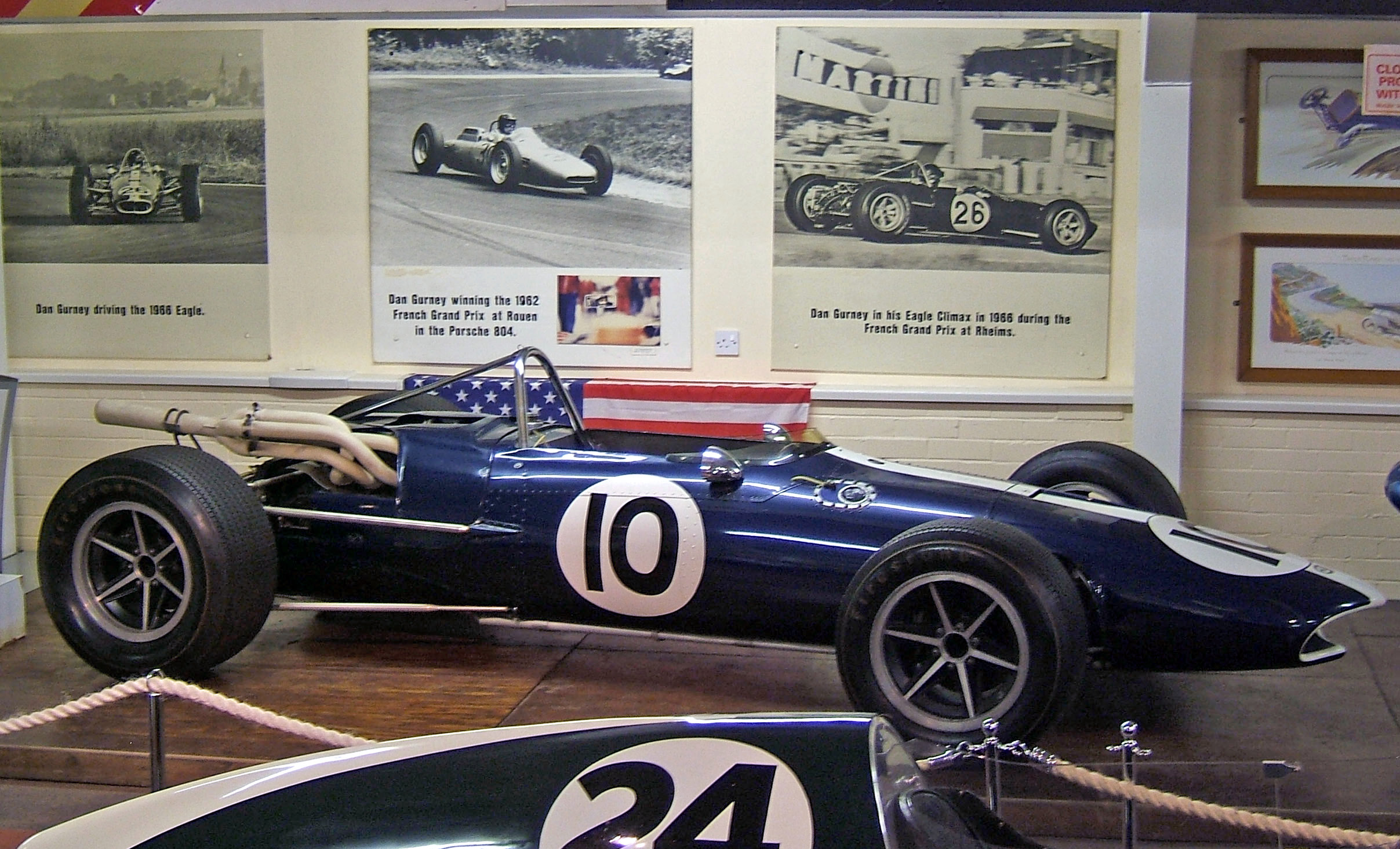
USACチャンピオンシップ参戦車両のEagle T2G。サスペンションとエンジン規格以外はF1参戦車両のT1Gとほぼ同じ。

F1に出走するため、ガーニーは英国サセックスにアングロ・アメリカン・レーサーズ社を設立した。イーグル・クライマックスは1966年のベルギーGPでデビューし、その3週間後にはフランスGPで5位に入賞し初のポイントを獲得した。1967年にはリッチー・ギンサーがセカンドドライバーとして契約した。また前年のクライマックス・エンジンに代わって、ガーニーのためにオーブリー・ウッズが設計しハリー・ウェスレイクが英国で製造した3リッターのウェスレイクV12エンジンが搭載された。同年6月のベルギーGPでガーニーは初勝利を記録した。これは1921年にジム・マーフィーが記録して以来の「オールアメリカン」の「F1」勝利であった。
イーグル・ウェスレイクは美しい車であると同時に、チタンや新合金を用いた実用的な車でもあった。惜しむらくは、ウェスレイク・エンジンが高出力ながら信頼性に乏しかった点である。エンジンの設計自体はよかったものの、ウェスレイクは英国海軍が第1次世界大戦で用いていた機械の放出品で製造していたのである。この旧式機械は各エンジンごとに部品の交換がきかないほど、出来上がりの寸法にばらつきを生じてしまう代物であったのだ。ガーニーの計画は1968年には予算が底をついていたが、米国ではボビー・アンサーを擁してインディ500の勝利や同年のインディカー選手権を勝ち取るなどうまくいっていたため、彼は米国に戻ってインディカーの計画に集中することにした。

### インディカー・CART
インディカーにはF1撤退後も継続して参戦し、1968年・1975年にアンサーのドライブでインディ500を制するなど、1986年に撤退するまで通算51勝を挙げている。また、AARが作成したシャーシのカスタマーチームが、インディ500で3度優勝を飾っている。1996年にはトヨタエンジンを搭載した独自シャシーでCARTに復帰したが、こちらはいいところなく1999年を最後に撤退している。

### IMSA
1985年より、トヨタとジョイントしIMSAのGTOクラスにセリカで参戦、1987年に同クラスで日本車初タイトルを獲得した。1989年からはプロトタイプレーシングカーによって争われる最高峰のGTPクラスに参戦を開始。当初は当時全盛期を迎えていた日産・GTP ZX-Tやその後継車である日産・NPT-90、ジャガー・XJR-9らの前に苦戦を強いられるが、1991年末に投入したトヨタ・イーグルMkIIIの熟成が進むにつれ実力を発揮。1992年・1993年と連続してシリーズチャンピオンを獲得、デイトナ24時間レースとセブリング12時間レースにも勝利する成功を収めた。
なお1990年のル・マン24時間レースにも「イーグル」を名乗る車が出場しているが、これは本チームとは全く関係のない車なので注意が必要である。

## F1での全成績

### アングロ・アメリカン・レーサーズ
(凡例) （斜体：ファステストラップ）
| 年   | シャシー                        | エンジン                           | タイヤ | ドライバー                     | 1   | 2   | 3   | 4   | 5   | 6   | 7   | 8   | 9   | 10  | 11  | 12  | ポイント | 順位 |
| ---- | ------------------------------- | ---------------------------------- | ------ | ------------------------------ | --- | --- | --- | --- | --- | --- | --- | --- | --- | --- | --- | --- | -------- | ---- |
| 1966 | イーグル・T1G                   | クライマックス S4 ウェスレイク V12 | G      |                                | MON | BEL | FRA | GBR | NED | GER | ITA | USA | MEX |     |     |     | 4        | 7位  |
| 1966 | イーグル・T1G                   | クライマックス S4 ウェスレイク V12 | G      | ダン・ガーニー                 |     | Ret | 5   | Ret | Ret | 7   | Ret | Ret | 5   |     |     |     | 4        | 7位  |
| 1966 | イーグル・T1G                   | クライマックス S4 ウェスレイク V12 | G      | フィル・ヒル                   |     |     |     |     |     |     | DNQ |     |     |     |     |     | 4        | 7位  |
| 1966 | イーグル・T1G                   | クライマックス S4 ウェスレイク V12 | G      | ボブ・ボードラン               |     |     |     |     |     |     |     | DSQ | Ret |     |     |     | 4        | 7位  |
| 1967 | イーグル・T1G                   | ウェスレイク V12                   | G      |                                | RSA | MON | NED | BEL | FRA | GBR | GER | CAN | ITA | USA | MEX |     | 13       | 7位  |
| 1967 | イーグル・T1G                   | ウェスレイク V12                   | G      | ダン・ガーニー                 | Ret | Ret | Ret | 1   | Ret | Ret | Ret | 3   | Ret | Ret | Ret |     | 13       | 7位  |
| 1967 | イーグル・T1G                   | ウェスレイク V12                   | G      | リッチー・ギンサー             |     | DNQ |     |     |     |     |     |     |     |     |     |     | 13       | 7位  |
| 1967 | イーグル・T1G                   | ウェスレイク V12                   | G      | ブルース・マクラーレン         |     |     |     |     | Ret | Ret | Ret |     |     |     |     |     | 13       | 7位  |
| 1967 | イーグル・T1G                   | ウェスレイク V12                   | G      | ルドヴィコ・スカルフィオッティ |     |     |     |     |     |     |     |     | Ret |     |     |     | 13       | 7位  |
| 1968 | イーグル・T1G マクラーレン・M7A | ウェスレイク V12 フォード V8       | G      |                                | RSA | ESP | MON | BEL | NED | FRA | GBR | GER | ITA | CAN | USA | MEX | 0*       | 12位 |
| 1968 | イーグル・T1G マクラーレン・M7A | ウェスレイク V12 フォード V8       | G      | ダン・ガーニー                 | Ret |     | Ret | Ret |     |     | Ret | 9   | Ret | Ret | 4   | Ret | 0*       | 12位 |

* 1968年アメリカグランプリではダン・ガーニーが4位に入賞したが、ポイントはマクラーレン・フォードとしてカウントされ、イーグル・ウェスレイクにはカウントされなかった。

### ノンワークス・エントリー
(凡例)
| 年   | チーム                      | シャシー      | エンジン          | タイヤ | ドライバー   | 1   | 2   | 3   | 4   | 5   | 6   | 7   | 8   | 9   | 10  | 11  | 12  |
| ---- | --------------------------- | ------------- | ----------------- | ------ | ------------ | --- | --- | --- | --- | --- | --- | --- | --- | --- | --- | --- | --- |
| 1967 | カストロール・オイルズ Ltd. | イーグル・T1G | クライマックス S4 | ?      |              | RSA | MON | NED | BEL | FRA | GBR | GER | CAN | ITA | USA | MEX |     |
| 1967 | カストロール・オイルズ Ltd. | イーグル・T1G | クライマックス S4 | ?      | アル・ピーズ |     |     |     |     |     |     |     | NC  |     |     |     |     |
| 1968 | カストロール・オイルズ Ltd. | イーグル・T1G | クライマックス S4 | ?      |              | RSA | ESP | MON | BEL | NED | FRA | GBR | GER | ITA | CAN | USA | MEX |
| 1968 | カストロール・オイルズ Ltd. | イーグル・T1G | クライマックス S4 | ?      | アル・ピーズ |     |     |     |     |     |     |     |     |     | DNS |     |     |
| 1969 | ジョン・マリオン            | イーグル・T1G | クライマックス S4 | ?      |              | RSA | ESP | MON | NED | FRA | GBR | GER | ITA | CAN | USA | MEX |     |
| 1969 | ジョン・マリオン            | イーグル・T1G | クライマックス S4 | ?      | アル・ピーズ |     |     |     |     |     |     |     |     | DSQ |     |     |     |